# Sissi Fleitas
Isabel “Sissi” Fleitas Arguelles  (La Habana, 13 de octubre de 1975) es una actriz, modelo, conductora y empresaria  cubano-estadounidense.

## Biografía

### Primeros años
Hija de Dinorah Arguelles, cantante lírica cubana, primera figura del Teatro Lírico Nacional de Cuba y del Cabaret Tropicana. Pasó su infancia acompañando a su madre a sus presentaciones artísticas en el Gran Teatro de La Habana, donde debutó a los cuatro años en la zarzuela La leyenda del beso. A los 14 años por convicción propia decidió adelgazar. Un empresario italiano se enamoró del rostro de Sissi y propuso a su familia llevarla a Italia a modelar y hacer varias portadas de revistas. La familia no aceptó.
Su primera campaña publicitaria fue para la cerveza cubana Bucanero. En Cuba Terminó el preuniversitario, estudió danza afrocubana, inglés y francés. Siempre le gustaron las matemáticas y la actuación. Comenzó su carrera televisiva en Cubavisión a los 15 años de edad, luego de ganar un concurso de belleza para el programa "Sábado conmigo" conducido por el presentador cubano Carlos Otero. Permaneció como copresentadora de este programa dos años, obteniendo mucho éxito en su país natal. Se convirtió en la cara más conocida de la isla. Vivió en Cuba hasta los 18 años.
Viajó a México, país en el que permaneció tres años, tiempo en el que trajo a su madre y abuela al país azteca. Juntas llegaron a Estados Unidos en 1997.

### Carrera
En 1998 envía su material fotográfico al productor ejecutivo del programa Sábado Gigante Ese mismo año es contratada por la cadena Univision para este programa, convirtiéndose en la modelo estrella del mismo, dándose a conocer en los 43 países donde se transmite, compartiendo crédito con el popular animador chileno Mario Kreutzberger, más conocido como Don Francisco. Sissi fue la modelo de mayor permanencia en el programa después de Lili Estefan; «fue una gran experiencia cualquier conductora o actriz estaría felicísima de haber pasado por una Universidad como Sábado Gigante».[cita requerida]
En 2000 fue elegida como una de “Las 25 Bellezas” de la Revista People en Español. Además ha conducido AcaFest en 2004 producido por Televisa, Esperando el Milenio, Noche de Estrellas, El gordo y la Flaca, Despierta América entre otros.
En 2005 fue la conductora oficial junto a Jaime Camil en los Premios Fox Sports.
En 2006 condujo la versión internacional de "Desafío: La Gran Aventura”, versión para Estados Unidos. producido por Caracol TV.
En 2007 se integra a la Televisión Española TVE con "El Gong Show”, un programa de entretenimiento, difundido en horario estelar por TVE, junto a Paz Padilla, Manolo Sarria, Dani Mateo y Sonia Dorado.
De 2008 a 2012, escribe “Secretos de SISSI”, columna de belleza y motivación semanal. Llevó los Secretos de SISSI al programa “Tu desayuno Alegre” Univision.
En 2009 se integra como actriz en la telenovela de Telemundo "Mas sabe el diablo", junto a Jean Carlos Canela. En 2010 Sissi ocupa el lugar de Alexis Valdés en el programa «Esta noche tu night» obteniendo altos récords de audiencia.
A lo largo de su carrera profesional ha participado como conductora oficial del Teletón en diversos países como Panamá, Honduras, Chile, Salvador, Ecuador y Costa Rica.
Sissi Fleitas ha sido imagen de campañas publicitarias para Miller Light, Kraft Foods, La Bella entre otras. También ha sido una de las latinas que más calendarios ha vendido.Diversas revistas internacionales la han seleccionado como su portada, entre ellas: Maxim, H para caballeros, People en Español, TVyNovelas, Glamour, Venue y Shape. En 2013 Fleitas es una de las " Estrellas de Verano" de la revista TVyNovelas USA. 
Desde 2015 hasta 2017, Sissi Fleitas protagoniza Rica Famosa Latina convirtiéndose en el personaje más polémico del reality latino más visto en la historia de la televisión en Estados Unidos “The Latina Housewives” disponible en Netflix.
En 2016 filma en España la película "Juan Apóstol el Más Amado".
En 2016 debuta en "My Life is a Telenovela" reality en inglés que se transmitirá por WETV en octubre.

### Carrera en México
En 2011 debuta en México en el cine interpretando a LUCIA, en el largometraje "El baile de san juan", dirigido por Francisco Athié.
En 2011 participa como conductora del programa mexicano TV de Noche, Televisa junto a Jorge Muñiz El Coque.
En 2011 debuta e el teatro en México en la obra “Divorciémonos mi amor” junto al actor Sebastian Rulli.
En 2012 protagoniza en teatro “El Club de las Anas”, y La Rosa de Guadalupe, Televisa.
En 2013, plasma sus huellas en Galerías las Estrellas en México. Conduce el "Carnaval de Mérida 2013", Hoy Televisa, Despierta América, Univision.
Fleitas se integra al elenco de Aventurera dando apertura musical al espectáculo. Comparte créditos con Carmen Salinas, Ernesto Gómez Cruz.
En 2013 Sissi Fleitas es contrada para dar vida a "Penélope" en Los secretos de Lucía (en inglés: Lucia's secrets), telenovela venezolana producida y transmitida por la cadena Venevisión en alianza con BE-TV y Univision.
En 2014 Arranca conquistando al mundo,  siendo considerada una de las mujeres más Sexys a nivel internacional y conquistando a los mexicanos realizando la portada de la revista Playboy México en el Barrio de Tepito.
Y en 2016 participó en la escena de la película “Amar y Desear” bajo la dirección por Gonzalo González.